# Segnaletica complementare
La segnaletica complementare serve ad evidenziare a distanza il tracciato stradale, specialmente in corrispondenza di curve, punti critici e ostacoli.
Nel codice della strada italiano essa è definita dall'art. 42. 
Fanno parte di questa categoria:
- i delineatori di margine, posti ai lati delle strade extraurbane o nelle gallerie per indicarne i margini e pertanto evidenziarne l'andamento. Essi presentano elementi rifrangenti gialli su entrambi i lati per indicare un senso unico di circolazione, mentre sono bianchi a sinistra e rossi a destra per indicare il doppio senso di marcia. Nelle strade di montagna soggette ad innevamento si utilizzano aste alte circa tre metri (delineatori per strade di montagna), colorate a fasce alternate gialle e nere (di cui almeno una deve essere in pellicola rifrangente gialla)[1][2][3].
- i delineatori di curva stretta presentano delle frecce nere su sfondo bianco nella direzione della curva stessa. Il fondo è rosso in caso di deviazioni provvisorie. In caso di intersezioni a T, dove quindi c'è la necessità di svoltare a sinistra o a destra per non scontrarsi con un ostacolo, presentano frecce in entrambe le direzioni. Se modulari, i delineatori vengono ripetuto in serie di più elementi per evidenziare il lato esterno della curva e migliorarne pertanto la visibilità.
- i delineatori ed i dispositivi per la segnalazione di ostacoli.

Delineatori normali di margine su strade a doppio senso di circolazione
Delineatori normali di margine su strade a senso unico di circolazione
Delineatore di curva stretta o tornante verso destra
Delineatore di curva stretta o tornante verso sinistra
Delineatore per intersezione a T
Delineatore modulare di curva stretta o tornante verso destra